# Urrugne
Urrugne (Baskisch: Urruña) is een gemeente in het Franse departement Pyrénées-Atlantiques (regio Nouvelle-Aquitaine). De plaats maakt deel uit van het arrondissement Bayonne. Urrugne telde op 1 januari 2022 10.594 inwoners.

## Geschiedenis
Een eerste kerk werd hier gebouwd in de 10e eeuw. Het Château d’Urtubie werd gebouwd in 1341. In 1558 werd het vernield door de Spanjaarden en het werd herbouwd in de 16e en 17e eeuw. Urrugne was de hoofdstad van de provincie Labourd. Het lag op de weg tussen Parijs en Madrid; per koets duurde het 13 dagen om Parijs te bereiken. In de 17e eeuw werd Urrugne een halteplaats van de vaste postdienst naar Parijs.

## Geografie
De oppervlakte van Urrugne bedroeg op 1 januari 2022 50,57 vierkante kilometer; de bevolkingsdichtheid was toen 209,5 inwoners per km².
De gemeente is onderverdeeld in zeven wijken: Le Bourg, Béhobie, La Croix des Bouquets-Route d’Espagne, Mendichoko, Socoa-Corniche, Kechiloa-Coucoutoun en Olhette- Herboure.
In het noorden grenst de gemeente aan de Golf van Biskaje; langs de kust zijn er hoge kliffen. Het hoogste punt van de gemeente is 880 m in de nabijheid van de Pic de la Rhune (900 m).

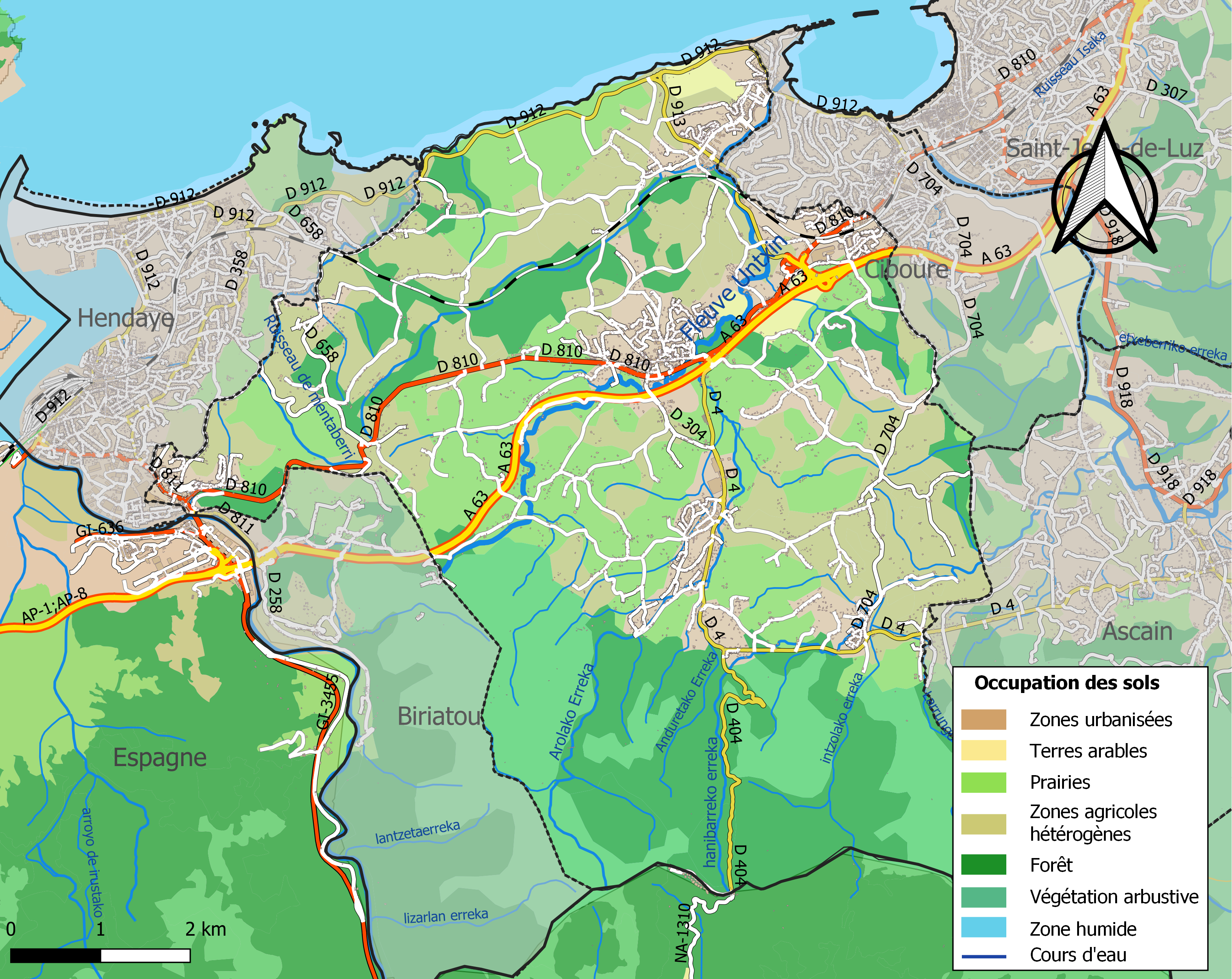
Kaart van de gemeente met de belangrijkste infrastructuur, bodemgebruik en omliggende gemeenten

## Demografie
Onderstaande figuur toont het verloop van het inwonertal (bron: INSEE-tellingen).

## Afbeeldingen

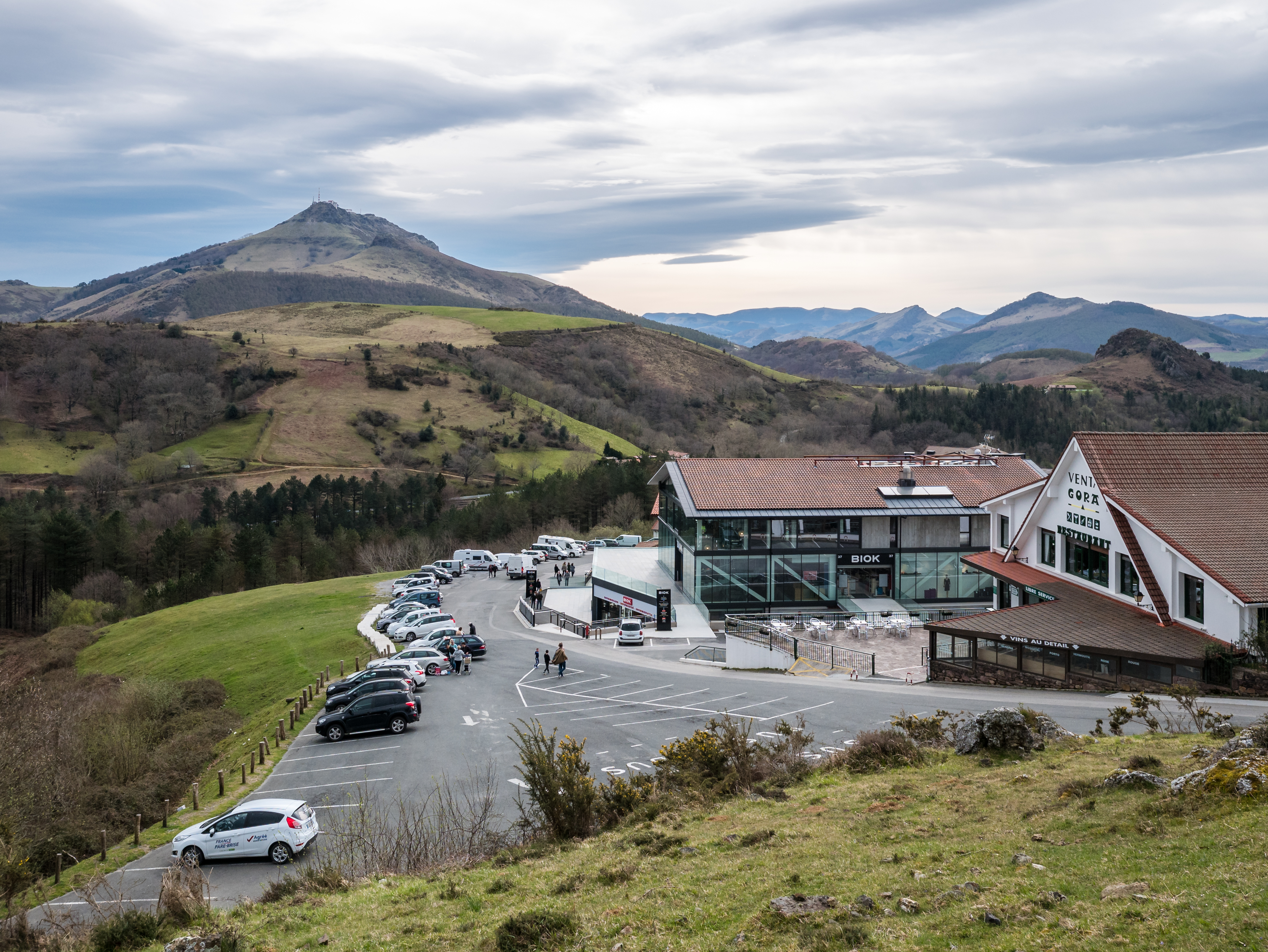
Col d'Ibardin
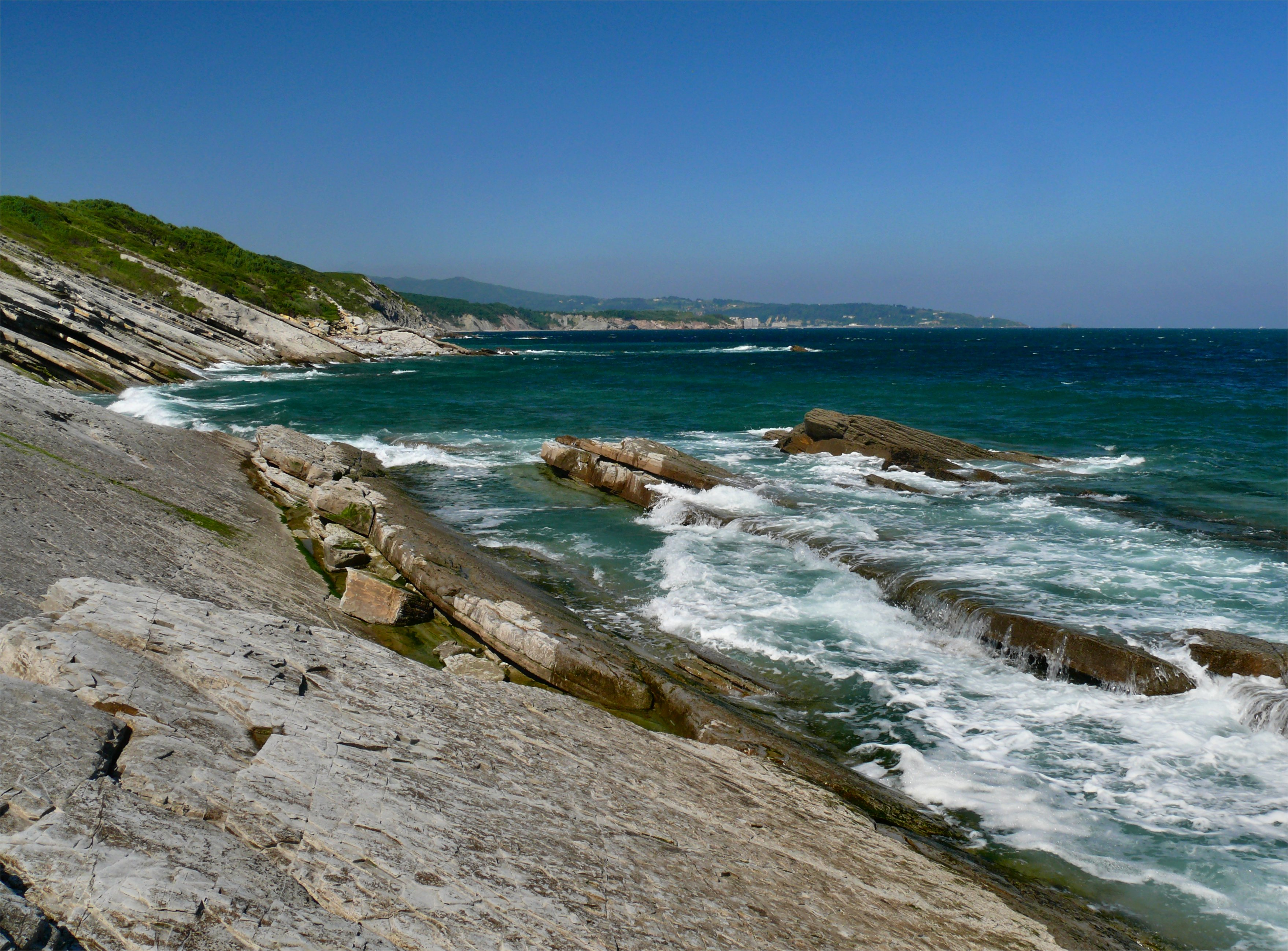
Kust ten noorden van Urrugne